# Panopeus meridionalis
Panopeus meridionalis is een krabbensoort uit de familie van de Panopeidae. De wetenschappelijke naam van de soort is voor het eerst geldig gepubliceerd in 1983 door Williams.